# Жешов
Жѐшов или Жешув (на полски: Rzeszów; на латински: Resovia) е град в Югоизточна Полша. Административен център на Подкарпатското войводство, както и на Жешовски окръг без да е част от него. Самият град е обособен в отделен окръг с площ 116,36 км2.

## География
Градът се намира в историческата област Червена Рус. Разположен е в централната част на войводството, край двата бряга на река Вислок. Отстои на 296 км южно от столицата Варшава, на 169 км източно от град Краков, на 164 км западно от украинския град Лвов.

## Население
Според данни от полската Централна статистическа служба, към 1 януари 2014 г. населението на града възлиза на 183 108 души. Гъстотата е 1574 души/км2.
Демографско развитие

## Личности

### Родени в града
- Мариан Роек, римокатолически духовник, замойско-любачовски епископ

## Фотогалерия
- Замък „Любомирски“
- Паметник на Тадеуш Косцюшко
- Църква „Св. Кръст“